# HD 185269 b
HD 185269 b는 백조자리 방향으로 지구로부터 약 153광년 떨어진 곳에 있는 외계 행성이다. 최소 질량은 목성보다 근소하게 작으며, 1 공전주기는 약 1주일이다. 대부분의 뜨거운 목성들은 궤도의 조석적 원형화(圓形化)를 거치는 것으로 보이는데, 이를 고려하면 HD 185269 b의 큰 이심률(e=0.3)은 다소 특이하다.
b가 항성 표면과 우리 시야 사이를 통과할 가능성도 있으나 이런 통과 현상은 아직 관측된 적이 없다.
이 행성은 준거성 주위 행성 탐사에 참여한 Moutou, 존슨 연구진이 각각 독립적으로 거의 동시에 찾아냈다. 존슨 연구진은 준거성 주위 행성 탐사 중에, Moutou 연구진은 중원소가 풍부한 항성 주위 행성 탐사 중에 발견하였다. 둘은 9일 간격으로 Astronomy and Astrophysics에 발견 사실을 제출하였다.